# Regierungskommissär
Der Regierungskommissär ist nach dem Recht der österreichischen Bundesländer ein provisorisches Exekutivorgan für eine politische Gemeinde. In seiner Funktion ersetzt er zeitweilig den Bürgermeister, wenn dieser durch die Aufsichtsbehörde abberufen wurde, oder wenn dessen Mandat aufgrund einer Gemeindefusion erlischt. Der Regierungskommissär hat sich in seiner Tätigkeit auf die laufenden und unaufschiebbaren Geschäfte zu beschränken. Die Funktionsdauer eines Regierungskommissärs endet mit der Angelobung eines neuen Bürgermeisters. 
In Italien gibt es die Funktion eines Regierungskommissärs (commissario del governo) und das damit verbundene Amt eines Regierungskommissariats (commissariato del governo) nur in Südtirol und im Trentino; kraft des Autonomiestatuts vertritt der Regierungskommissär die Agenden der staatlichen Zentralverwaltung in den beiden autonomen Provinzen Bozen und Trient und nimmt die Aufgaben eines Präfekten wahr.

## Begriff und Bezeichnung
Der Begriff Regierungskommissär verweist auf die Tatsache, dass es sich um einen von der Landesregierung per Bescheid bestellten Funktionsträger handelt, der kommissarisch (d. h. übergangsweise) die Geschäfte einer Gemeinde führt. In Tirol und Vorarlberg wird die Bezeichnung Amtsverwalter, in Salzburg der Begriff Gemeindeverwalter angewandt.

## Rechtsgrundlagen
Im Folgenden wird beispielhaft die Rechtslage in der Steiermark besprochen, da die Funktion des Regierungskommissärs dort aufgrund der Steiermärkischen Gemeindestrukturreform besonders in den Blickpunkt der Öffentlichkeit geraten ist. Es ist jedoch in allen österreichischen Bundesländern eine grundsätzlich ähnliche rechtliche Situation gegeben. 
Verfassungsrechtlich ist die Tätigkeit eines Regierungskommissärs durch das Aufsichtsrecht des Landes über die Gemeinden (Art 119 a Abs. 7 B-VG) begründet. Nach der Rechtsprechung des Verwaltungsgerichtshofes ist bereits die Annahme, dass die Gemeinde zu einer ordnungsgemäßen Besorgung ihrer Aufgaben außerstande ist, eine hinreichende Rechtfertigung für die Auflösung durch die Aufsichtsbehörde. Umstände, die eine Auflösung rechtfertigen, müssen nach der Entscheidung des VwGH auch nicht nachgewiesen werden.

### Bei Gemeindefusionen
Verändern sich Gemeinden durch Vereinigung, Teilung oder Neubildung, sind für die dadurch entstandenen „neuen“ Gemeinden noch keine Gemeindeorgane vorhanden. Zum Zeitpunkt, in welchem die Veränderung wirksam wird, ist daher von der Landesregierung ein Regierungskommissär zu bestellen, welcher die Geschäfte der Gemeinde bis zur Wahl eines Gemeinderates und Bürgermeisters, die binnen sechs Monaten erfolgen muss, verwaltet. Der Regierungskommissär übernimmt die operative Führung der Gemeinde; insbesondere ist er berechtigt, Verordnungen zu erlassen, um Schaden von der Gemeinde abzuwenden und kann hiefür auch bestehende Verordnungen der „alten“ Gemeinden außer Kraft setzen. Insbesondere hat er während seiner Funktionsperiode laufende Verwaltungsverfahren (z. B. Bauverfahren) zu erledigen. Als beratendes Gremium ist ein Beirat einzurichten.
In solchen Fällen wird meist der Bürgermeister einer der betroffenen Fusionsgemeinden zum Regierungskommissär bestellt.

### Bei Auflösung des Gemeinderates
Die Landesregierung ist befugt, einen Gemeinderat per Bescheid aufzulösen, wenn Umstände die Annahme rechtfertigen, daß die Gemeinde aus Gründen, die sie selbst zu vertreten hat, zur ordnungsgemäßen Besorgung ihrer Aufgaben außerstande ist (§ 103 Abs. 1 Stmk. GemO). Damit erlöschen sämtliche Mandate in der Gemeinde, auch jenes des Bürgermeisters – unabhängig davon, ob er auch Mitglied des Gemeinderates ist. Anstelle des Bürgermeisters ist ebenfalls per Bescheid ein Regierungskommissär zu bestellen, der von einem Beirat beraten wird. Wichtigste Aufgabe des Regierungskommissärs ist neben der laufenden Verwaltung der Gemeinde vor allem die Vorbereitung einer Neuwahl, die binnen sechs Monaten nach der Auflösung zu erfolgen hat. Ein per Bescheid abgesetzter Bürgermeister kann eine Beschwerde gegen den Auflösungsbescheid vor dem VwGH (Bescheidbeschwerde gem. Art 131 B-VG) vorbringen.
In der Praxis wird die Auflösung des Gemeinderates meist in Fällen vorgenommen, wo die Finanzgebarung der Gemeinde zu einer außerordentlich hohen Verschuldung oder einer Gefährdung der Liquidität geführt hat. Regierungskommissäre wegen Auflösung des Gemeinderates wurden in der Steiermark zuletzt in Öblarn (2006) und Fohnsdorf (2010) bestellt.
Zum Regierungskommissär bestellt wird in solchen Fällen grundsätzlich ein Beamter der Gemeindeaufsichtsbehörde.

## Amtsführung und Tätigkeit
Der Regierungskommissär hat die laufende Verwaltung der Gemeinde zu erledigen sowie unaufschiebbare Angelegenheiten zu regeln. Unter „laufender Verwaltung“ versteht man in diesem Zusammenhang die Besorgung der regelmäßig vorkommenden Verwaltungsaufgaben der Gemeinde. Unaufschiebbar sind solche Angelegenheiten, die bei einem Nichthandeln Gesetze verletzen würden oder durch welches der Gemeinde ein Schaden entstehen könnte. Die Zuständigkeit des Regierungskommissärs erstreckt sich sowohl auf die Hoheitsverwaltung als auch auf die Privatwirtschaftsverwaltung; sowie auf den eigenen und den übertragenen Wirkungsbereich der Gemeinde. Es ist dem Regierungskommissär z. B. gestattet, einen Haushaltsvoranschlag zu erstellen oder ein Darlehen für den laufenden Betrieb aufzunehmen. 
Dem Regierungskommissär gebührt eine Aufwandsentschädigung in Höhe des Bürgermeistergehalts, welches von der Gemeinde zu tragen und auszubezahlen ist. In Hinblick auf den temporären Charakter der Amtsführung des Regierungskommissärs ist die Dokumentation seiner Arbeit von großer Bedeutung.